# Antonius Rex
Antonius Rex é um grupo italiano de rock progressivo capitaneado por Antonio Bartoccetti.

## História
Provavelmente a figura mais carismática da cena musical progressiva italiana, Antonio Bartoccetti (Antonius Rex), começou a sua carreira musical depois de ser transferido de Marche para Milão, e formando em pouco tempo grupos como Jacula, Dietro Noi Deserto, com um single da etiqueta Decca em 1971, e ainda Invisible Force, com um outro single em 1971. Frequentemente não eram verdadeiros grupos, mas músicos que trabalhavam atrás das figuras dominantes de Bartoccetti e Doris Norton, conhecida também como Chama do Espírito.
O primeiro álbum, de 1969, veio registrado em Londres e estampado em um número limitado de cópias, 300 somadas a dez promocionais, que vieram parcialmente distribuídas pelo produtor e proprietário da etiqueta a sete religiosas. Um disco pleno e baseado principalmene na guitarra elétrica e órgão de igreja e sem percussão. O álbum foi relançado só recentemente pela Black Widow.
Em 1971, Bartoccetti produziu dois singles com dois nomes diferentes. O primeiro como Invisible Force, com duas músicas que foram depois relançadas em Tardo pede in magiam versus e Zora. No lado "B" 1999 mundi finis, depois rebatizada com os nomes U.F.D.E.M. e Morte al potere, é um dos clássicos deste músico. O segundo single no mesmo ano aparece abaixo do nome de Dietro Noi Deserto. Essa vez, Bartoccetti era o baixista e compositor de ambas as músicas. Isso pareceria o único verdadeiro trabalho do qual militou, e o som é mais vizinho ao beat psicodélico dos anos 60 do que ao progressivo.
O segundo LP, normalmente considerado o seu verdadeiro álbum de estreia, é Tardo pede in magiam versus, também este realizado em número limitado de cópias para uma pequena etiqueta, Isso iria ser uma constante na carreira de Bartoccetti, e com uma capa idêntica àquela do disco precedente, mas em cores, sendo que a outra era em preto e branco.
O médium Franz Parthenzy vem elencado na formação junto aos três músicos Antonio Bartocchetti, Chama do Espírito e Charles Tiring. O principal ingrediente do álbum são longas e espectrais partes instrumentais de órgão e a sugestiva U.F.D.E.M., já no single de Invisible Force, é provavelmente a música melhor. Algumas músicas, como Long black magic night com partes faladas, em inglês não excepcionais, podem ser cansativas para muitos.
Em 1974, ocorre uma nova mudança no nome do grupo para Antonius Rex, e um novo álbum intitulado Neque semper arcum tendit rex. Embora tenha havido um acordo para realizar-lo pela Vertigo, a etiqueta considerou o disco muito ofensivo por conta da capa em preto e branco que reproduzia uma carta diabólica do século XVII e pelas letras fortes demais, especialmente em Devil letter. A saída do disco foi então prevista para a etiqueta Darkness, de propriedade do baterista Albert Goodman, mas o disco não foi nunca realizado oficialmente.
Assim, a primeira saída comercial de nome Antonius Rex é o álbum Zora, de 1977, pela pequena etiqueta milanesa Tickle. Mais uma vez com uma capa de conteúdos muito fortes, tanto que foi substituída no ano seguinte na segunda edição do disco. Zora não é um grande disco, embora tenha seja muito procurado pelos colecionadores, e contém alguns traços de músicas já saídas em Tardo pede in magiam versus. Morte al potere, por exemplo, é uma nova versão de
U.F.D.E.M. Os elementos principais estão mais no órgão, além das atmosferas dark e os textos ocultos. As quatro músicas são compostas por Bartoccetti junto aos ex-Raminghi, Franco Mussita e Angelo "India" Serighelli, ambos citados também na capa do disco. A segunda versão do LP continha uma música adicionada.
Ralefun é, sem dúvida, o trabalho menos dark dos Antonius Rex, com um estilo mais variado e um som mais rico, graças ao uso de baixo e flauta, tocados respectivamente por Marco Ratti e Hugo Heredia, mas alguns destes experimentos em estilos diversos não parecem muito bem ter tido êxito.
Personagens muito misteriosos, os Jacula/Antonius Rex fizeram pouquíssimos concertos. Como Jacula, a única aparição live foi feita em Milão diante de um público selecionado de 45 espectadores, enquanto os Antonius Rex aparentemente fizeram um tour em 1979, e mantiveram o máximo controle na sua música, sem os limites e os condicionamentos das casas discográficas.
O 2001 viu a reedição de duas mais raras produções Jacula/Antonius Rex, que foram In cauda semper stat venenum e Anno demoni, ambas obras da etiqueta independente Black Widow. Sucessivamente um relançamento do primeiro álbum de Antonius Rex, Neque semper arcum tendit rex, foi produzido em 2002, enquanto Praeternatural saiu no fim de 2003.
Em 2005 saiu o primeiro vídeo oficial de Antonius Rex, Magic ritual, produzido seja em DVD como em CD. Um novo álbum intitulado Switch on dark saiu em 2006. Em 2009, um novo álbum de Antonius Rex foi lançado, com o título de Per Viam. Em 2011, Bartocetti lançou um novo CD como JACULA, curiosamente também intitulado Per Viam.

## Integrantes
JACULA
- Antonio Bartoccetti (guitarra, voz)
- Fiamma Dallo Spirito (voz, violino, flauta)
- Charles Tiring (teclado)

INVISIBLE FORCE
- Antonio Bartoccetti (guitarra, voz)
- Elisabeth d'Esperance (voz)
- Charles Tiring (teclado)
- Peter McDonald (baixo, bateria)

DIETRO NOI DESERTO
- Luciano Iura (voz, órgão)
- Luciano Quaggia (guitarra)
- Antonio Bartoccetti (baixo)
- Mauro Baldassari (bateria)

ANTONIUS REX 1974-1977:
- Antonio Bartoccetti (guitarra, voz)
- Doris Norton (teclado, voz)
- Albert Goodman (bateria)

1978:
- Antonio Bartoccetti (guitarra, voz)
- Doris Norton (teclado, voz)
- Jean Luc Jabouille (bateria)

## Álbuns
Jacula:
- 1969 In cauda semper stat venenum Gnome (AR-LP 00299)
- 1972 Tardo pede in magiam versus Rogers (TRS 010001)

Invisible Force:
- 1971 "Morti vident e 1999 mundi finis" (single) Unifunk (AR 02143)

Dietro Noi Deserto:
- 1971 "Dentro me e Aiuto" (single) Decca (C 17017)

Antonius Rex:
- 1974 Neque semper arcum tendit rex Darkness (DRK 40-18) e Black Widow (BWR 066)
- 1977 Zora Tickle (TLPS 5013) e Musik Research
- 1978 Ralefun Radio (ZPLRR 34048)
- 1979 Anno demoni Musik Research (AR LP 00-499) e Black Widow (BWR 058)
- 1980 Praeternatural Musik Research
- 2005 Magic ritual Black Widow (BWR 083 LP)
- 2006 Switch on dark Black Widow (BWR 099)